# Iván Sándor bolgár cár
Iván Sándor (1301 – 1371. február 17.) bolgár cár 1331-től haláláig. Uralkodása alatt a bolgár állam helyzete tovább romlott.

## Uralkodása
Iván István unokatestvéreként született. Nem sokkal trónralépte után háborúba bonyolódott a Bizánci Birodalommal és 1333-ban békekötésre kényszerítette. Ez volt a bolgárok utolsó harca Bizánc ellen, mert ez után mindkét országnak sokkal veszélyesebb ellensége támadt: az Oszmán törökök. Iván Sándor politikájában sógorát Dusán István szerb cárt követte és 1352-ben kereskedelmi szerződés létesült Velencével is. Országát még életében felosztotta – a trónöröklés kapcsán támadt bonyodalmak miatt – két fia, Iván Sisman (tirnovoi cárság) és Iván Stracimir (vidini cárság) között, ami viszont nagyban elősegítette Bulgária vesztét.

## Egyéb
- Valószínűleg abba a kő szarkofágba temették a cárt, amelyet a XX. századi ásatások során találtak a Tirnovoi Carevec halomból kiásott vártemplomban.[7]

## Lásd még
- Bolgár cárok családfája

| Előző uralkodó: Iván István | Bulgária cárja 1331 – 1371 | Következő uralkodó: Iván Szracimir, Iván Sisman |